# Robert LuPone
Robert LuPone (Brooklyn (New York), 29 juli 1946 – Albany (New York), 27 augustus 2022) was een Amerikaans acteur.

## Biografie
LuPone was de broer van Patti. Hij slaagde in een opleiding danser aan de Juilliard School in New York, waar zijn zus ook afgestudeerd is. Hierna is hij drama gaan studeren aan de HB Studio in Greenwich Village. 
LuPone is begonnen met acteren op het toneel op Broadway, hij heeft gespeeld in onder andere in The Magic Show (1974), A Chorus Line (1976), St. Joan (1977), Late Night Comic (1987), A View from the Bridge (1997), True West (2000) en A Thousand Clowns (2001). Voor zijn rol in A Chorus Line werd hij genomineerd voor een Tony Award. Hiernaast heeft hij ook in andere theaters opgetreden. 
LuPone begon in 1970 met acteren voor televisie in de film Song of Norway. Hierna heeft hij nog meerdere rollen gespeeld in films en televisieseries zoals Ryan's Hope (1979-1980), All My Children (1984-1985), The Doors (1991), Law & Order (1990-2002), The Sopranos (1999-2007) en Funny Games U.S. (2007). Voor zijn acteren in de televisieserie All My Children werd hij in 1985 genomineerd voor een Daytime Emmy Award in de categorie Uitstekende Acteur in een Bijrol in een Drama Serie.
LuPone was tot zijn dood in 2022 artistiek directeur van het MCC Theater in New York en tevens directeur van de MFA Drama programma op de The New School for Drama in New York.
Hij overleed op 27 augustus 2022 nadat er drie jaar eerder alvleesklierkanker bij hem was vastgesteld.

## Filmografie

### Films
Uitgezonderd korte films.
- 2012 Isn't It Delicious? – als Sam Spenser
- 2009 Breaking Point – als Frank Donnelly
- 2007 Funny Games U.S. – als Robert
- 2007 Then She Found Me – als Ted
- 2006 Mentor – als Franklin Burier
- 2005 Vieni via con me – als Fred
- 2005 Indocumentados – als priester
- 2004 The Door in the Floor – als Mendelssohn
- 2002 Heartbreak Hotel – als Hal
- 2000 American Tragedy – als Robert Kardashian
- 1995 Dead Presidents– als Salvataro Rizzo
- 1995 Palookaville – als Ralph
- 1995 A Modern Affair – als Ben
- 1995 Love and Betrayal: The Mia Farrow Story – als Andre Previn
- 1991 The Doors – als muziek manager
- 1989 High Stakes – als John Stratton
- 1973 Jesus Christ Superstar – als apostel James
- 1970 Song of Norway – als danser

### Televisieseries
Uitgezonderd eenmalige gastrollen.
- 2003 – 2009 Law & Order: Criminal Intent – als Nelson Broome – 2 afl.
- 1999 – 2007 The Sopranos – als Dr. Bruce Cusamano – 5 afl.
- 2002 Medical Examiners – als Schneider – 2 afl.
- 1999 – 2002 Law & Order – als Marc Bransom – 2 afl.
- 1990 The Guiding Light – als Leo Flynn – 4 afl.
- 1984 – 1985 All My Children – als Zach Grayson - 4 afl.
- 1982 – 1983 Search for Tomorrow – als Thomas Bergman Jr. – 3 afl.
- 1979 – 1980 Ryan's Hope – als Chester Wallace – 9 afl.

- Bibliothèque nationale de France: cb14201101x (data)
- Gemeinsame Normdatei: 1062307917
- International Standard Name Identifier: 0000 0000 2666 4885
- Library of Congress Control Number: n83066290
- MusicBrainz: 6cf30162-ee7e-4e6a-ac57-15ca118ab4f1
- Virtual International Authority File: 33370985